# Metrópolis (Propóntide)
Metrópolis (en griego, Μητρόπολις) es el nombre de una antigua ciudad de la costa de la Propóntide de Asia Menor.
Se conoce únicamente por el testimonio epigráfico que documenta un decreto de tasación de tributos de Atenas del año 422/1 a. C., donde Metrópolis, a quien se cita dentro del distrito del Helesponto, debía pagar un phoros de un talento. De este testimonio se deduce que Metrópolis formaba parte de la Liga de Delos.
Se desconoce su localización exacta pero el testimonio epigráfico indica que debía estar próxima a la ciudad de Príapo.